# Poecilochaetus elongatus
Poecilochaetus elongatus är en ringmaskart som beskrevs av Imajima 1989. Poecilochaetus elongatus ingår i släktet Poecilochaetus och familjen Poecilochaetidae. Inga underarter finns listade i Catalogue of Life.